# Fatma Zouhour Toumi
Fatma Zouhour Toumi (* 1. Mai 1971) ist eine ehemalige tunesische Leichtathletin, die sich auf den Speerwurf spezialisiert hat.

## Sportliche Laufbahn
Erste internationale Erfahrungen sammelte Fatma Zouhour Toumi im Jahr 1995, als sie bei den Afrikaspielen in Harare mit einer Weite von 50,04 m die Silbermedaille hinter der Südafrikanerin Rhona Dwinger gewann. Im Jahr darauf gewann sie bei den Afrikameisterschaften in Yaoundé mit 51,88 m die Goldmedaille. Laut World Athletics wurde sie aber wegen eines Dopingverstoßes disqualifiziert. Ob sie die Goldmedaille offiziell behalten durfte, ist nicht bekannt.